# McLaren MP4-12C
McLaren MP4-12C (заводський код P11) — це спорткар з середнім розташуванням двигуна британського виробника McLaren Automotive. MP4-12C був публічно представлений на Женевському автосалоні 18 березня 2010 року. В квітні 2014 року був замінений новою моделлю McLaren 650S.

## Будова автомобіля

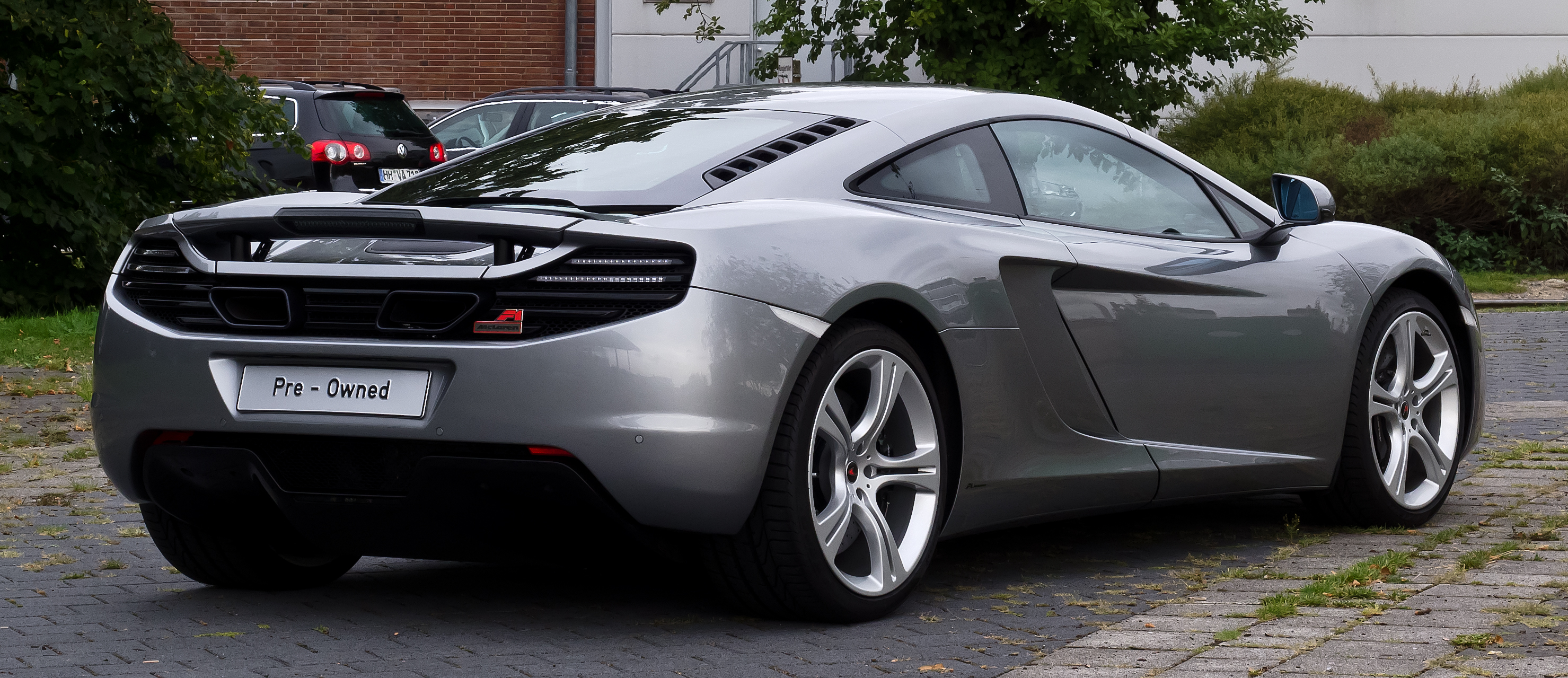
McLaren MP4-12C

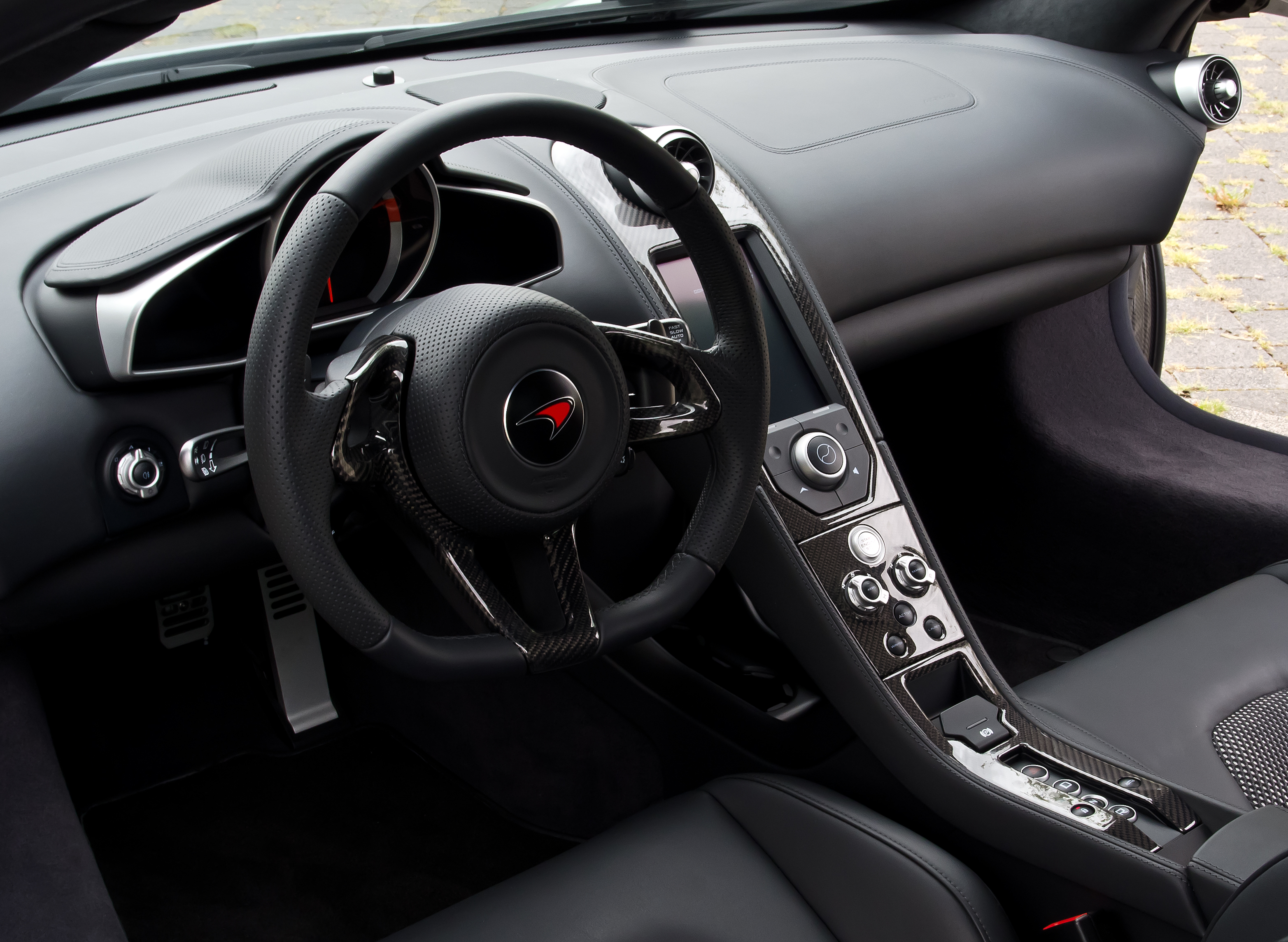

### Двигун
Двигун V8 3.8 л. під назвою M838T зробили британці. Двигун, оснащений системою VVT і двома турбокомпресорами, видає 600 кінських сил і стільки ж ньютон-метрів. Притому творці автомобіля відзначають, що 80% крутного моменту є ще до 2000 об/хв, а розвиває двигун до 8500.
Для автомобілів 2013 модельного року потужність двигуна підняли до 625 к.с.

### Трансмісія
Коробка передач за останньою модою: тягу на задню вісь передає семиступінчастий «робот» з двома «мокрими» зчепленнями, іменований SSG. Режимів три штуки: Normal, Sport і High Performance. Є також лаунч-контроль і «зимовий» режим. А ось «механіки», як у F1, точно не буде. Зате є цікава система Pre-Cog, яка працює за принципом фокусування фотоапарата. Коли ви торкаєтеся кнопки перемикання передачі, програма, так би мовити, готує коробку. Продавлює клавішу до кінця — і передача моментально підвищується або знижується.

### Кузов
Британці використовували цільний вуглепластиковий монокок MonoCell, до якого монтуються двигун, шасі і навісні деталі з алюмінію і вуглепластику. Сама просторова конструкція дуже міцна, надзвичайно легка (80 кг) і дешевша у виробництві, а її виготовлення займає не більше чотирьох годин. Та і якщо б кузов складався з окремих деталей, на його проектування пішло б набагато більше коштів. У свою чергу, зекономлені гроші були пущені на зниження ваги інших вузлів автомобіля: механізми гальм алюмінієві, колеса легенькі, а випускна система майже що невагома, але дуже продуктивна.

### Підвіска
Підвіска на подвійних поперечних важелях з гвинтовими пружинами теж власна розробка англійців. Вони клянуться, що ще жоден виробник не досягав такого балансу між комфортом і продуктивністю. Притому замість традиційних стабілізаторів тут інші, не механічні, а активні гідравлічні. Режимів налаштування три — від звичайного до хардкору.

### Технічні характеристики

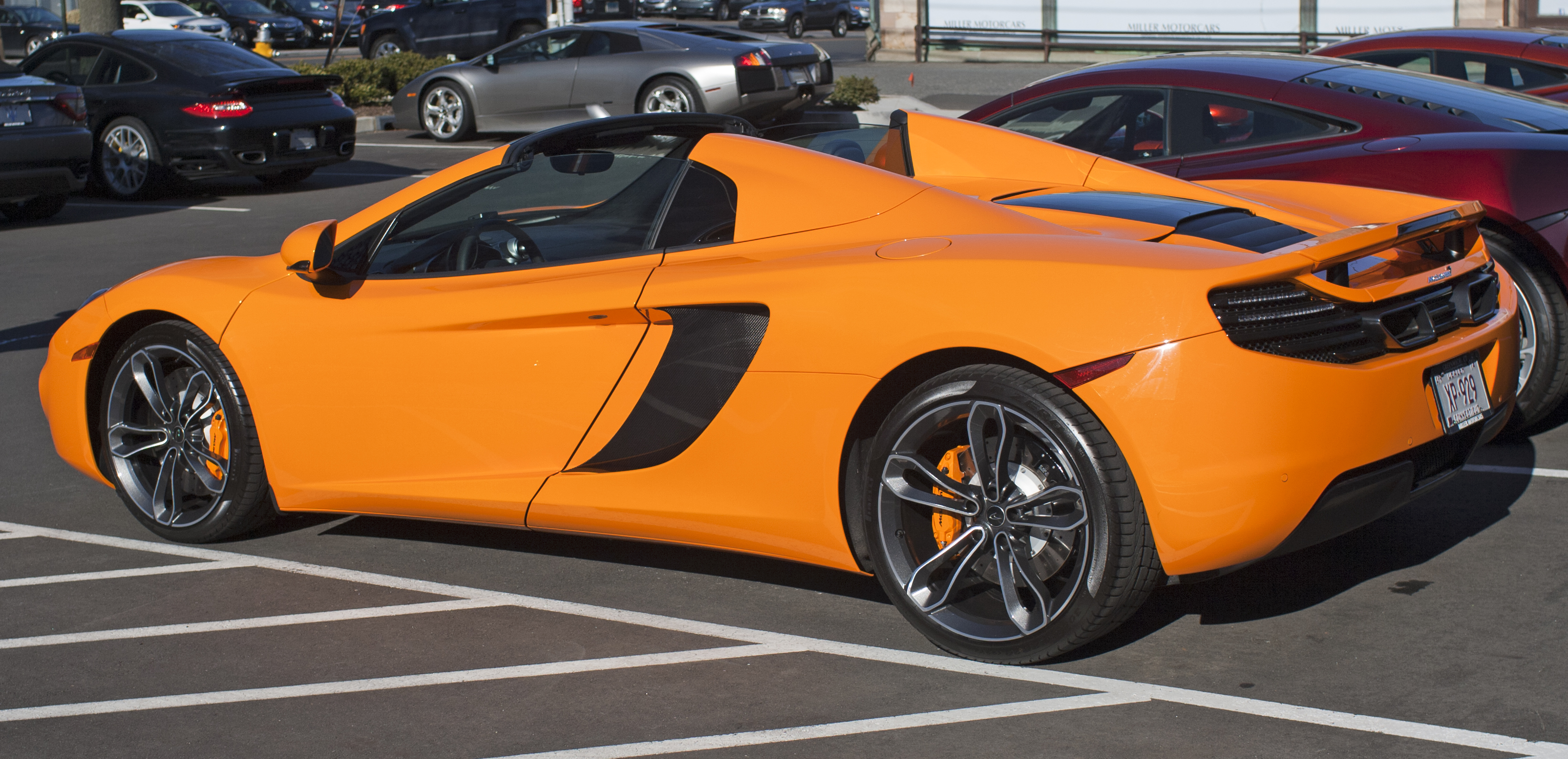
McLaren MP4-12C Spider

|                                | McLaren MP4-12C                                 |
| ------------------------------ | ----------------------------------------------- |
| Циліндри/Клапани               | 8/32                                            |
| Об'єм (см³)                    | 3800                                            |
| Потужність (к.с./кВт при хв−1) | 600/441 при 8000 625/460 при 7500 (з 2012 року) |
| Крутний момент (Нм/хв−1)       | 600/6000                                        |
| Ступінь стиску                 | 8,7:1 (для 625-сильної версії)                  |
| Привід                         | Задній                                          |
| 0-100 км/год                   | 3,4 3,3 (у 625-сильної версії)                  |
| Максимальна швидкість (км/год) | > 325 333 (у 625-сильної версії)                |
| Витрати пального (л/100 км)    | 11,7 л / 100 км (у 625-сильної версії)          |
| CO2-Викиди (г/км)              | 279 г / км                                      |
| Вага (кг)                      | 1300                                            |
| Бак (Літри)                    |                                                 |
| Роки випуску                   | з 2011                                          |

## Spider
Mclaren MP4-12C Spider — це версія кабріолет моделі MP4-12C, що має складаний жорсткий дах. Максимальна швидкість із закритим дахом становить 328 км/год, а з опущеним — 315 км /год. Між тим, унікальні двогранні двері, як в купе, зберігаються.

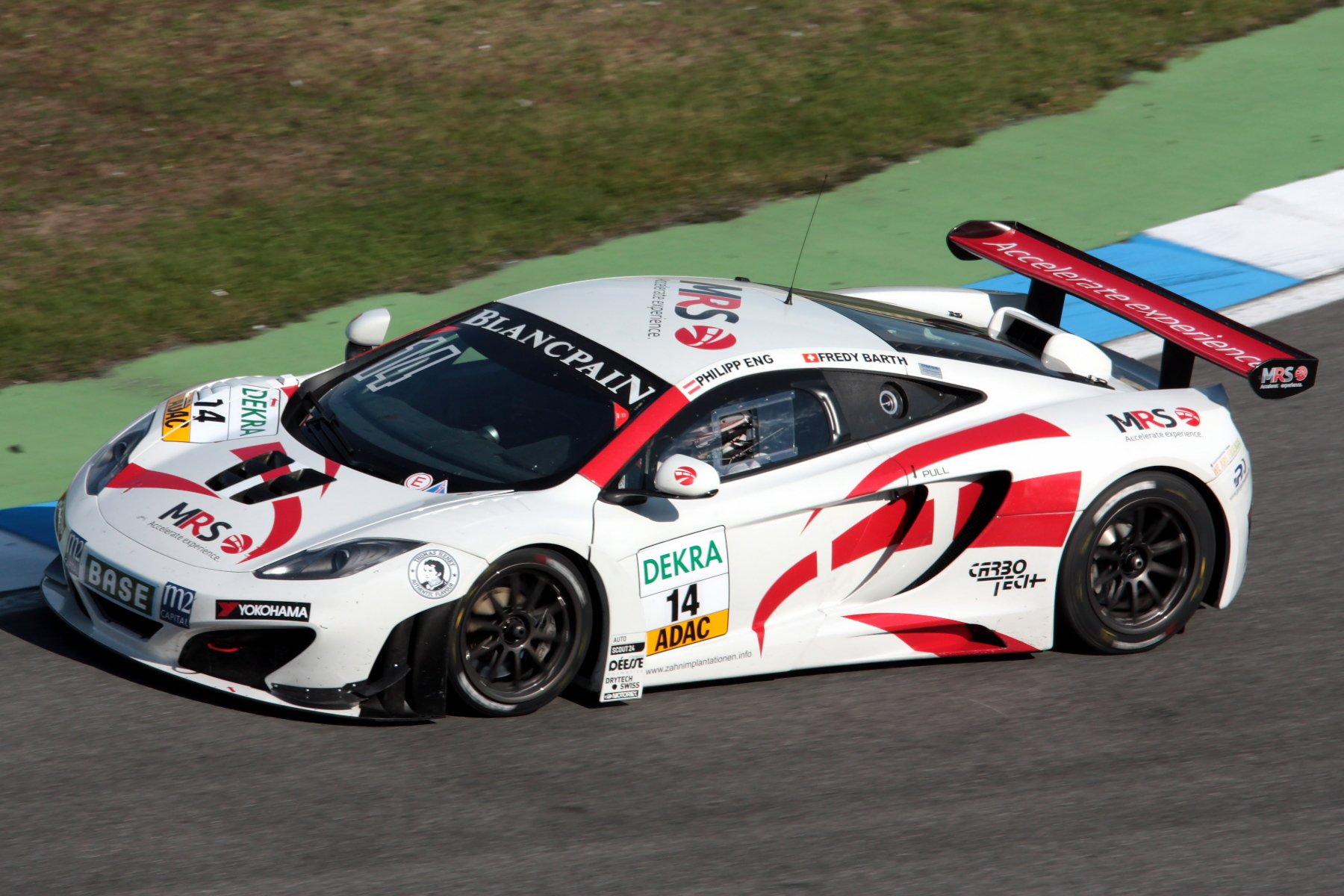
Mclaren MP4-12C GT3

## Мотоспорт

### GT3
У грудні 2010 року, McLaren оголосив, що вони будуть виробляти невелику кількість MP4-12C автомобілів для того, щоб вони могли конкурувати на FIA GT3 European Championship. McLaren заявили, що вони будуть забезпечувати технічне обслуговування автомобілів та почнуть ганятися в 2012 році з командою CRS Racing. MP4-12C це перший автомобіль для участі в спортивних гоночних для компанії, після F1 GTR.
У порівнянні з дорожнім автомобілем, MP4-12C GT3 має дефорсований двигун потужністю тільки 500 к.с. (368 кВт) за рахунок омологації. Автомобіль має нову шестиступінчасту коробку передач, яка важить 80 кг (176 фунтів) легше, ніж у дорогого автомобіля із сімома швидкостями. Рульове колесо взяли прямо з McLaren MP4-24 боліда Формули-1.